# Empleuridium juniperinum
Empleuridium juniperinum es la única especie del género monotípico Empleuridium,  perteneciente a la familia de las celastráceas. Es  originaria de  Sudáfrica.

## Taxonomía
Empleuridium juniperinum fue descrita por Sond. & Harv. y publicado en Thesaurus Capensis 1: 49. 1860.